# Maison du Bois et de la Forêt de Mouchard
Pour les articles homonymes, voir Maison-du-Bois.
La Maison du bois et de la forêt abrite un espace muséographique consacré à la transformation du bois, sis au 2 rue du square Alixant à Mouchard.

## Historique
Créer en 1993 par des enseignants du lycée des Métiers du Bois de Mouchard, la Maison du Bois et de la Forêt explique les méthodes de transformation du bois de la première transformation à la fin de vie des produits en bois.

## Muséographie
Les métiers du bois y sont présentés à travers la reconstitution d'un atelier de menuisier des années 1940, et une exposition d'outils manuels et de machines anciennes. Des vidéos expliquent en outre les méthodes de transformation du bois. Une exposition d'objets en bois illustre ces activités artisanales. Des échantillons de plus de 457 espèces arboricoles différentes complètent les collections du musée. A différentes étapes de la visite, des vidéos pour compléter les panneaux explicatifs.

## Galerie photos

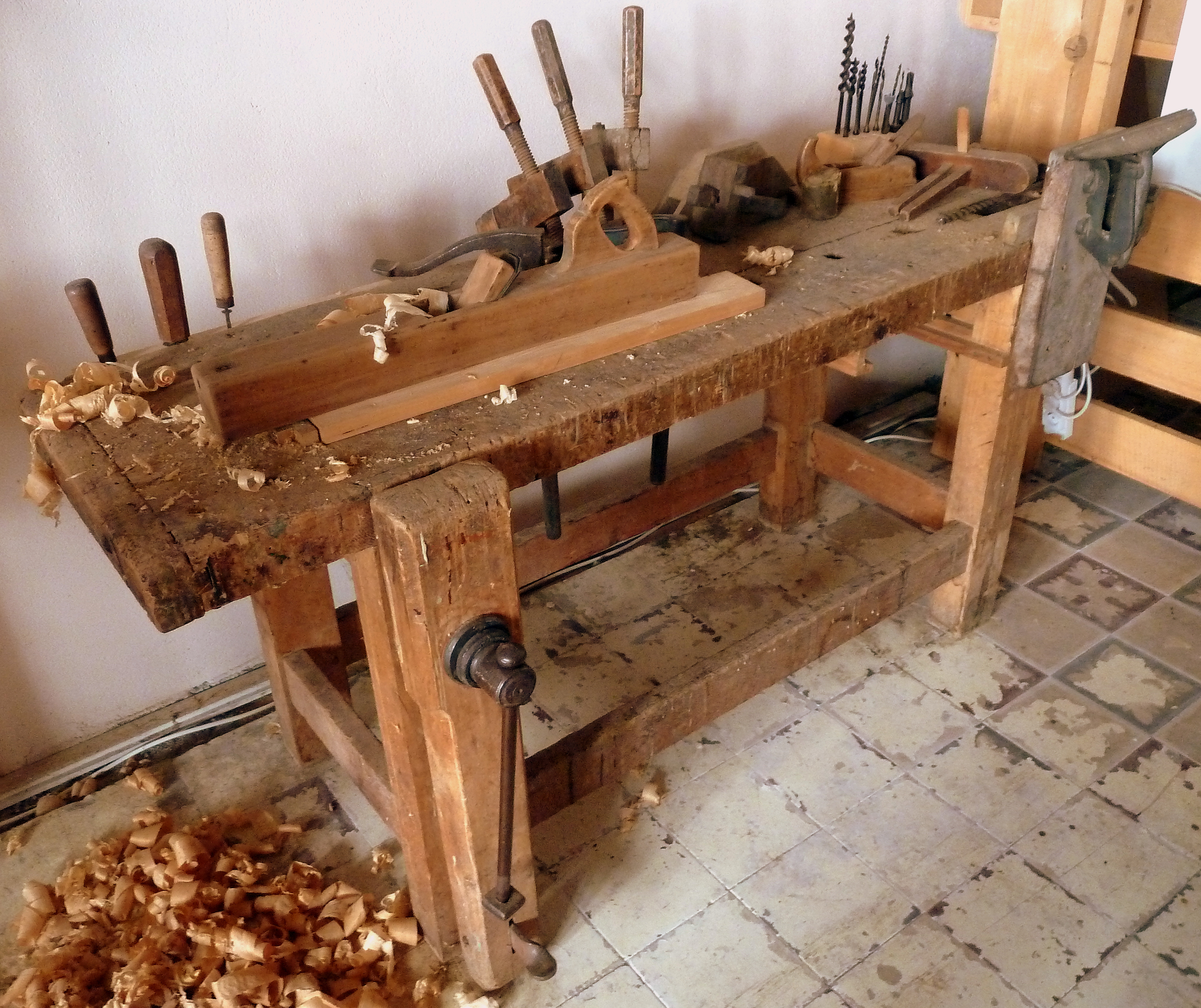
Un établi de menuisier.
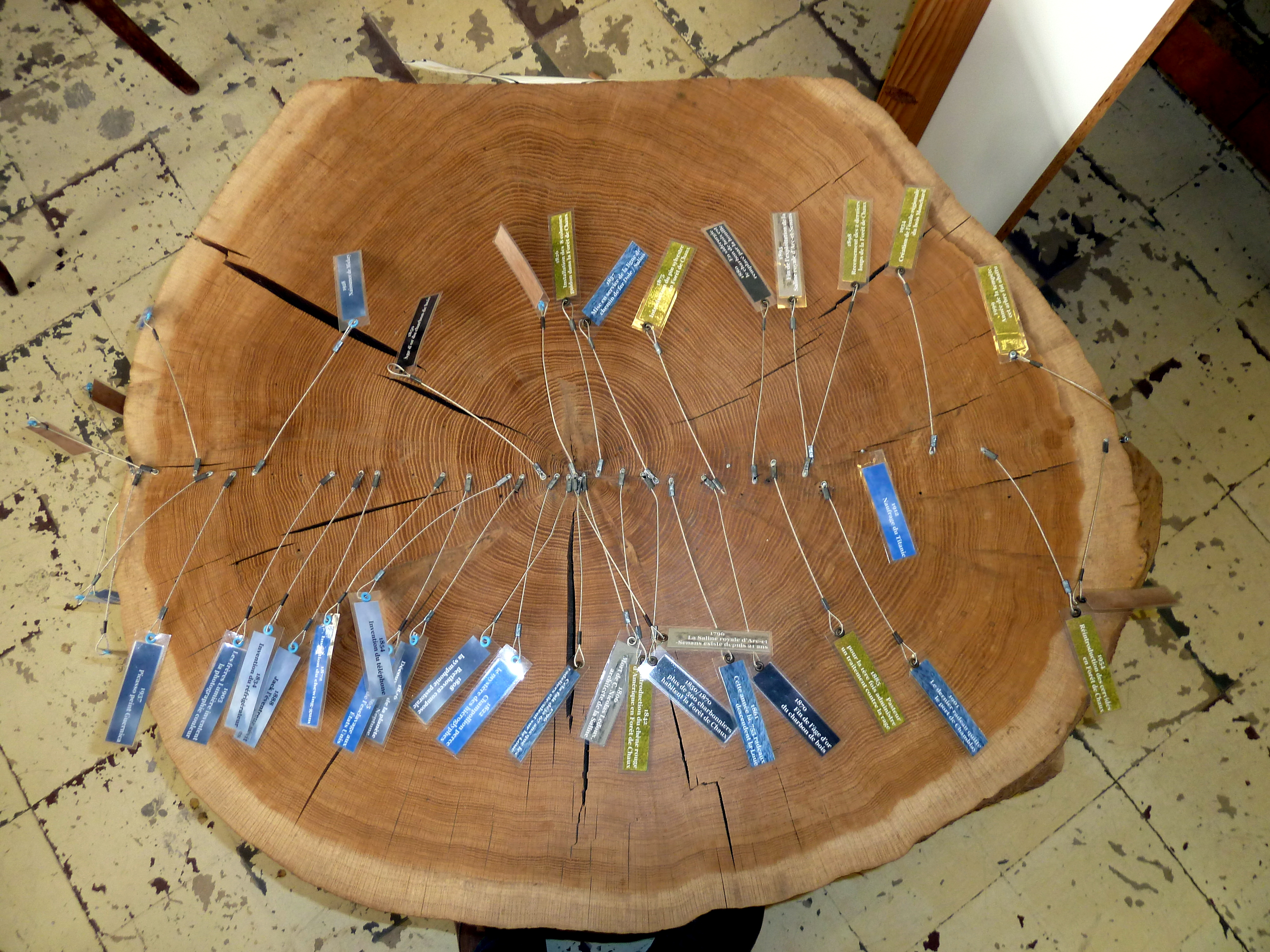
L'âge du bois.
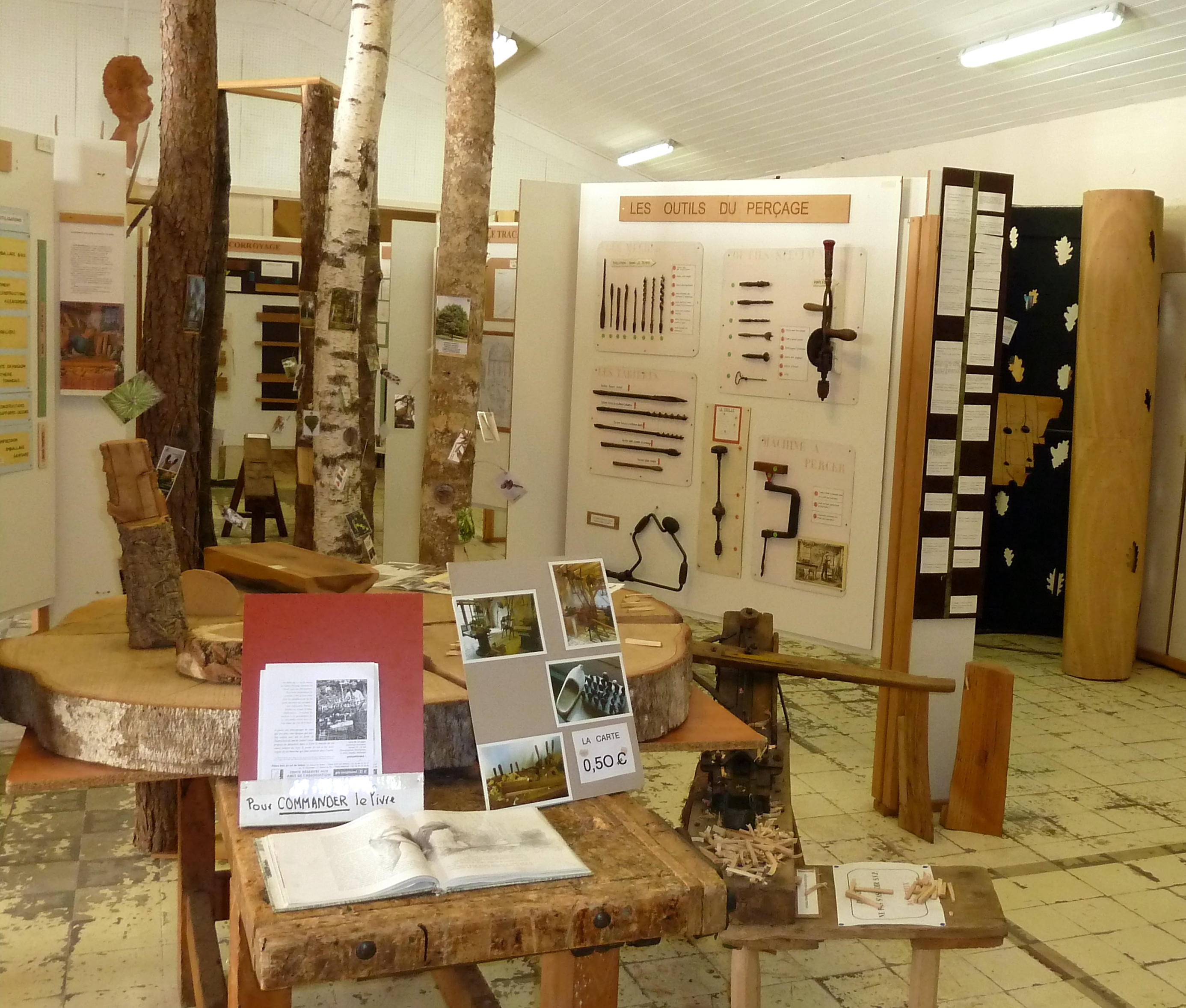
Début de la visite.